# Александер Вандзель
Александер Вандзель (пол. Aleksander Wandzel, нар. 12 січня 1995, Познань, Польща) — колишній польський футболіст, що виступав на позиції воротаря у футбольній команді «Легія». В 2014-му році закінчив професійну кар'єру у зв'язку із проблемами зі здоров'ям.